# The Ministry of Ungentlemanly Warfare
The Ministry of Ungentlemanly Warfare (deutsch etwa: Das Ministerium der unkultivierten Kriegführung) ist eine Action-Spionagekomödie von Guy Ritchie. Der Film mit Henry Cavill, Eiza González, Alan Ritchson und Henry Golding in den Hauptrollen basiert auf einem Sachbuch von Damien Lewis und stellt eine stark fiktionalisierte Version der Operation Postmaster dar. Während des Zweiten Weltkriegs wurde vom britischen Geheimdienst eine Einheit gebildet, zu der unter anderem der spätere Schriftsteller Ian Fleming gehörte, der im Film von Freddie Fox gespielt wird. The Ministry of Ungentlemanly Warfare kam am 19. April 2024 in die deutschen und US-Kinos. Der Kinostart im Vereinigten Königreich war erst der 25. Juli 2024, während er am gleichen Tag in Deutschland schon als Stream zu sehen war.

## Handlung
Es ist 1941, seit 1939 tobt der Zweite Weltkrieg. Der britische Premierminister Winston Churchill erkennt, dass die Vereinigten Staaten so lange nicht in den Krieg eintreten werden, wie deutsche U-Boote den Nordatlantik beherrschen und dadurch amerikanische Schiffe gefährden. Daraufhin beschließt er die Gründung einer geheimen Spezialeinheit mit dem Auftrag, den Nachschub der deutschen U-Boot-Flotte zu sabotieren. Brigadier Gubbins mit dem Codenamen „M“ und Lieutenant Commander Ian Fleming vom Marinegeheimdienst konzipieren daraufhin die verdeckte „Operation Postmaster“. Als Leiter der Mission wird Major Gus March-Phillips ausgewählt, ein Exzentriker, den man zu diesem Zweck aus einem Militärgefängnis holte. Er besteht darauf, sein eigenes Team zu wählen und setzt auf eine bunt zusammengewürfelte Truppe. Diese besteht aus dem Waffenspezialisten Anders Lassen, genannt „The Danish Hammer“, dem irischen Seemann und Navigationsexperten Henry Hayes und dem Sprengstoffspezialisten Freddy „The Frogman“ Alvarez. Die Truppe macht sich mit der Maid of Honor, einem unter schwedischer Flagge segelnden Fischtrawler, auf den Weg in Richtung Fernando Po, einer von den Spaniern kontrollierten westafrikanischen Insel vor der Küste Kameruns. Die Insel gilt als Versorgungsbasis der deutschen U-Boote. Unterwegs müssen sie jedoch noch das fünfte Crewmitglied Geoffrey Appleyard, ein Genie in der Planung von verdeckten Operationen, aus einem Gestapo-Gefängnis auf La Palma befreien.
Auf Fernando Po betreibt der Geheimdienstoffizier Richard Heron einen Nachtclub mit Spielcasino, in dem u. a. der Kommandeur des deutschen Stützpunktes Heinrich Luhr verkehrt. Dieser ist in höchstem Maße korrupt und betreibt einen schwunghaften Goldhandel. Die Amerikanerin Marjorie Stewart, ebenfalls Mitarbeiterin des britischen Geheimdienstes, wird als Goldhändlerin getarnt auf Luhr angesetzt, um ihn zu verführen und so an Informationen zu gelangen. Es stellt sich heraus, dass das Ziel der Geheimaktion ein Versorgungsschiff namens Duchessa sein muss. Dieses will die Crew von March-Phillips versenken. Um die anwesenden deutschen Soldaten abzulenken, veranstaltet Heron für die Offiziere einen Maskenball und für die Mannschaftsdienstgrade ein Bierfest. Doch dann stellt sich kurzfristig heraus, dass der Rumpf der Duchessa auf Befehl von Luhr gepanzert wurde, sodass sie faktisch unsinkbar ist. Daraufhin schlägt Appleyard vor, das Schiff zu entführen, und entwirft einen Plan. Hilfe bekommt die Crew von Männern des selbsternannten Prinzen von Fernando Po, Kambili Kalu. Während die Deutschen feiern, vermint Alvarez die Treibstofftanks, die Geschütze und die Schnellboote im Hafen. So gelingt es, mit Hilfe zweier Schiffsschlepper die Duchessa aus dem Hafen zu manövrieren und in internationalen Gewässern der britischen Marine zu übergeben. Luhr wird von Marjorie getötet und sie kann mit Heron von Fernando Po fliehen. Noch auf See werden alle an der Operation Beteiligten inhaftiert.
Zwischenzeitlich sind die Amerikaner in den Krieg eingetreten, weil die deutschen U-Boote aufgrund fehlenden Nachschubs nicht mehr im Nordatlantik agieren können. In der letzten Szene des Films besucht Churchill die Crew im Gefängnis, lobt ihren Einsatz, lässt ihnen ein Festmahl servieren und offenbart ihnen, dass sie nunmehr direkt für ihn arbeiten werden. Im Abspann werden die tatsächlich an der „Operation Postmaster“ beteiligten Personen gezeigt und kurz auf ihr weiteres Leben eingegangen.

## Produktion

### Literarische Vorlage und Filmstab
Der Film basiert auf dem Sachbuch Churchill’s Secret Warriors: The Explosive True Story of the Special Forces Desperadoes of WWII von Damien Lewis (im Untertitel  The Mavericks Who Plotted Hitler’s Downfall, Giving Birth to Modern-Day Black Ops). „Black Ops“ (engl. für „schwarze Operationen“) bezeichnet in diesem Zusammenhang eine verdeckte oder geheime Operation einer Regierungsbehörde, einer Militäreinheit oder einer paramilitärischen Organisation. Ein wesentliches Merkmal von Black Ops ist, dass sie nicht der Organisation zugeschrieben werden können, die sie durchführt, wie bei Operationen unter falscher Flagge.
Regie führte Guy Ritchie, der gemeinsam mit Arash Amel, Eric Johnson und Paul Tamasy auch das Buch von Lewis für den Film adaptierte und größere Teile der wahren Geschichte fiktionalisierte. Unter anderem sind Freddie Alvarez und Richard Heron für den Film erfundene Figuren. Johnson und Tamasy arbeiteten in der Vergangenheit bereits mehrfach zusammen, so für den Film The Fighter, was ihnen bei der Oscarverleihung 2011 eine Nominierung in der Kategorie Bestes Originaldrehbuch einbrachte, und für die Historienfilme The Finest Hours und Boston. Amel war zuletzt für die Drehbücher zu der Filmbiografie Grace of Monaco von Olivier Dahan und zu dem Filmdrama A Private War von Matthew Heineman verantwortlich.

### Besetzung und Dreharbeiten
Auf der Besetzungsliste finden sich Henry Cavill, der den Gründer des No. 62 Commando Gus March-Phillips spielt, Alan Ritchson als der hochdekorierte dänische Soldat Anders Lassen, Alex Pettyfer als der Masterplaner Geoffrey Appleyard, Eiza González als die Spionin Marjorie Stewart, Babs Olusamokun als der Spion Richard Heron, Henry Golding als der Sprengstoffspezialist Freddy „The Frogman“ Alvarez, Hero Fiennes Tiffin als der irische Seemann und Navigationsexperte Henry Hayes, Henrique Zaga als Captain Binea, Cary Elwes als Brigadier Gubbins „M“ und der deutsche Schauspieler Til Schweiger als Heinrich Luhr, ein Kommandant eines deutschen Außenpostens in Westafrika. Der britische Film- und Theaterschauspieler Freddie Fox verkörpert den späteren Schriftsteller Ian Fleming. Jens Grund spielt einen Nazi-Offizier, der ein deutsches U-Boot kommandiert.
Die Dreharbeiten wurden im Februar 2023 in der türkischen Millionenstadt Antalya begonnen. Ihre Basis errichtete die Filmcrew auf dem ehemaligen EXPO-Gelände / der Exhibition Area. Als Kameramann fungierte Ed Wild, mit dem Ritchie bereits für Der Pakt zusammenarbeitete.

### Synchronisation
Die deutsche Synchronisation entstand nach einem Dialogbuch von Markus Engelhardt und der Dialogregie von Ozan Ünal im Auftrag der Arena Synchron GmbH in Berlin.
| Rolle                                   | Darsteller            | Synchronsprecher   |
| --------------------------------------- | --------------------- | ------------------ |
| Major G.H. 'Gus' March-Phillips         | Henry Cavill          | Alexander Doering  |
| Admiral Pound                           | Simon Paisley Day     | Bernd Vollbrecht   |
| Brigadegeneral Colin McVean Gubbins 'M' | Cary Elwes            | Axel Malzacher     |
| Commander Hopkirk                       | George Asprey         | Frank Röth         |
| Captain Anders 'dänische Hammer' Lassen | Alan Ritchson         | Tobias Kluckert    |
| Captain Binea                           | Henry Zaga            | Sebastian Kluckert |
| Captain Graham Henry 'Haysey' Hayes     | Hero Fiennes Tiffin   | Amadeus Strobl     |
| Captain John Geoffrey 'Apple' Appleyard | Alex Pettyfer         | Patrick Roche      |
| Captain Umberto                         | Luca Marrocco         | Stefan Gossler     |
| deutscher R-Boot-Kapitän                | Tim Seyfi             | Tim Seyfi          |
| Freddy 'Froschmann' Alvarez             | Henry Golding         | Tobias Nath        |
| Heinrich Luhr                           | Til Schweiger         | Johannes Berenz    |
| Ian Fleming                             | Freddie Fox           | Patrick Baehr      |
| Kambili 'Bili' Kalu                     | Danny Sapani          | Peter Sura         |
| Madame Igbokwe                          | Bikiya Graham Douglas | Meike Finck        |
| Marjorie Stewart                        | Eiza González         | Rubina Nath        |
| Richard 'Riccardo' Heron                | Babs Olusanmokun      | Martin Kautz       |
| Sir Percy                               | Matthew Hawksley      | Felix Kamin        |
| Viscount Algernon                       | James Wilby           | Erich Räuker       |
| Winston Churchill                       | Rory Kinnear          | Michael Iwannek    |

### Filmmusik, Marketing und Veröffentlichung
Die Filmmusik komponierte der Brite Christopher Benstead, mit dem Ritchie bereits für seine letzten vier Filme, The Gentlemen, Cash Truck, Operation Fortune und Der Pakt, zusammenarbeitete.
Der erste Trailer wurde Ende Januar 2024 vorgestellt. Dieser war mit dem Song Another One Bites the Dust von Queen unterlegt.
Die Premiere von The Ministry of Ungentlemanly Warfare erfolgte am 22. März 2024 im HMS Belfast War Museum in London. In den USA erfolgte der Kinostart am 19. April 2024.

## Rezeption

### Kritiken und Einspielergebnis
Basierend auf der Auswertung von 145 Kritiken weist Rotten Tomatoes eine Positivquote von 70 Prozent aus. Bei Metacritic erhielt der Film einen Metascore von 57 von 100 möglichen Punkten.

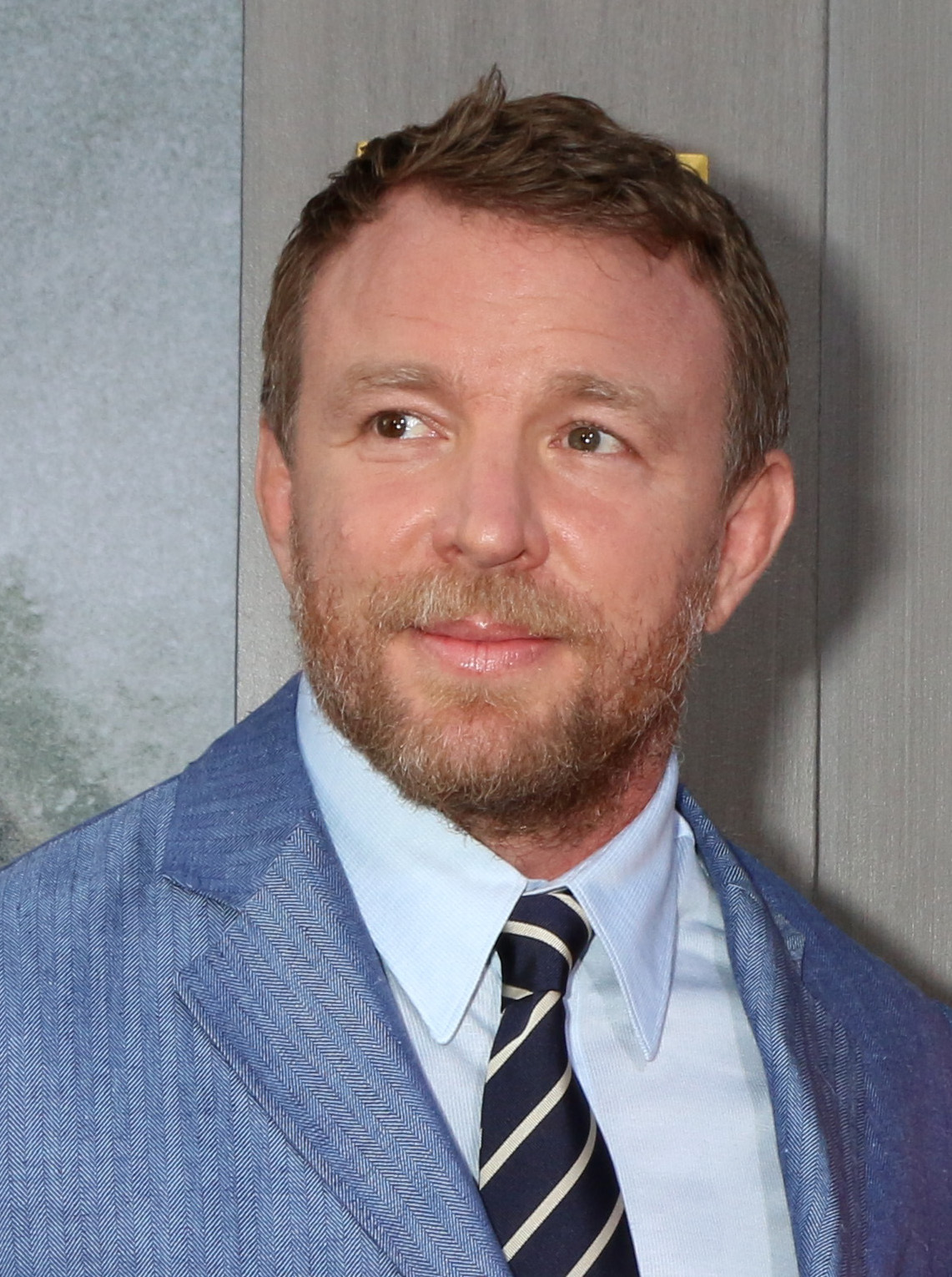
Regisseur Guy Ritchie

Peter Debruge erklärt in seiner Kritik in Variety, im Großen und Ganzen halte sich der Film an die Formel „Männer auf Mission“. Wie in Klassikern wie Die Kanonen von Navarone von J. Lee Thompson und Das dreckige Dutzend von Robert Aldrich würde eine Truppe hochqualifizierter Männer zusammengestellt, die sich gemeinsam an etwas  Unmöglichem versuchen. Guy Ritchie referenziere auch Quentin Tarantinos Inglourious Basterds, der den Ton für einen Großteil der Operation angibt, mit Nazi-Offizieren, deren Charme ihre Gefährlichkeit überdeckt. Abgesehen von Winston Churchill setze der Film in nahezu allen Hauptrollen auf ein grandioses Ensemble. Mit seiner geschwollenen Brust und dem streng gekräuselten Schnurrbart bringe Henry Cavill einen Charme mit, der dem steifen Geheimagenten, den er in Argylle spielte, so gut wie fehlte. Dem Film fehle es vielleicht auch an Spannung, als Zuschauer verspüre man jedoch ein Gefühl der Freude, wenn sie bei ihrer Operation Erfolg haben. Etwas spannender mache es die Sache aber, dass die britische Marine ihnen nicht zu Hilfe kommen kann.
Die weltweiten Einnahmen des Films aus Kinovorführungen belaufen sich auf 27,3 Millionen US-Dollar.

### Auszeichnungen
Saturn Awards 2025
- Nominierung als Bester Action-/Adventure-/Thriller-Film[15]